# Burg Wegberg

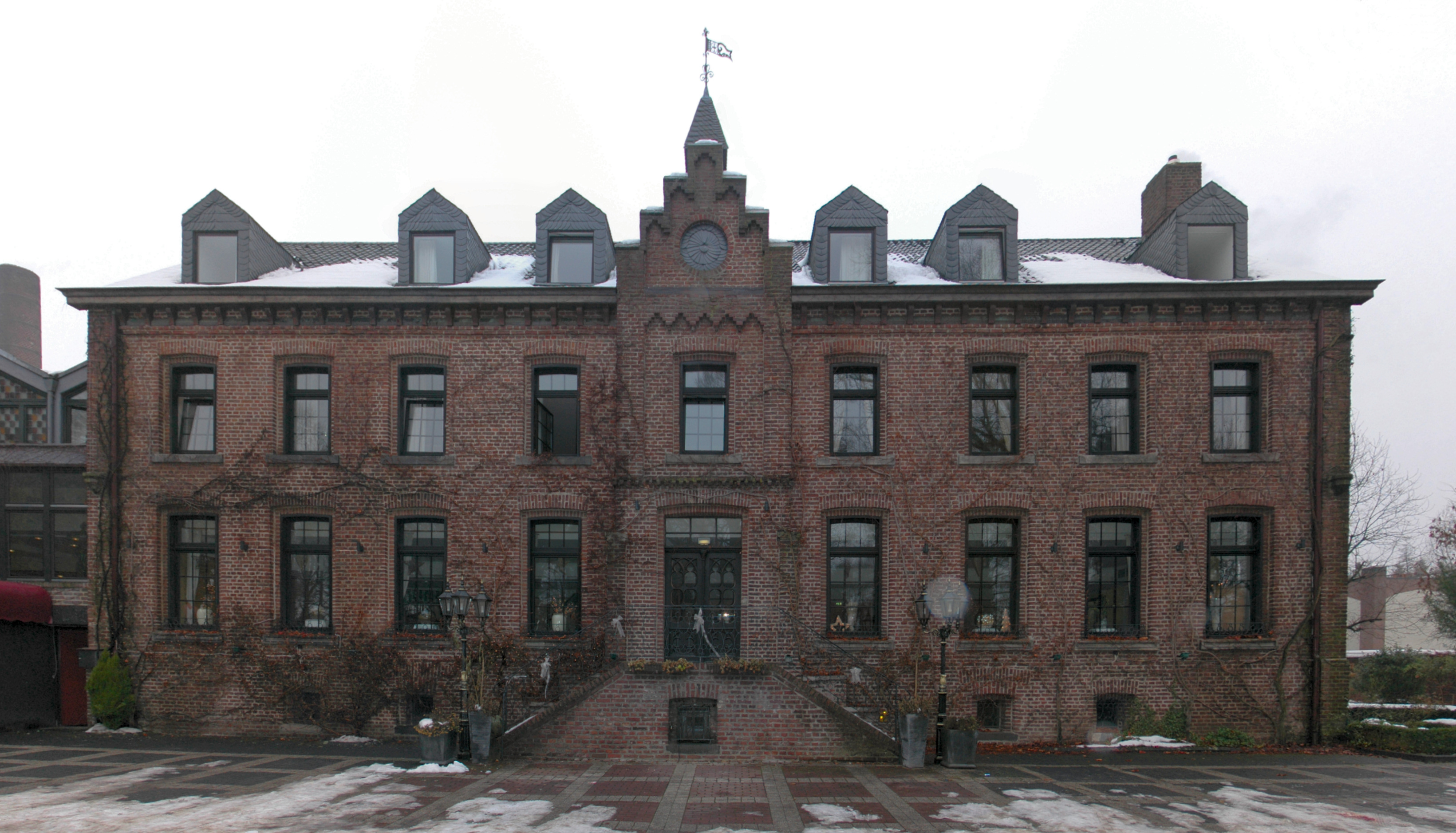
Herrenhaus der Burg Wegberg

Die Burg Wegberg im Zentrum der nordrhein-westfälischen Stadt Wegberg, früher auch Haus Potz genannt, geht auf eine Gründung des 14. Jahrhunderts zurück. Von der einstigen Wasserburg sind aber nur noch wenige Reste vorhanden. Das Herrenhaus stammt vom Ende des 19. Jahrhunderts und wird heute als Hotel-Restaurant genutzt. Seit dem 15. April 1985 steht es unter Denkmalschutz.

## Beschreibung

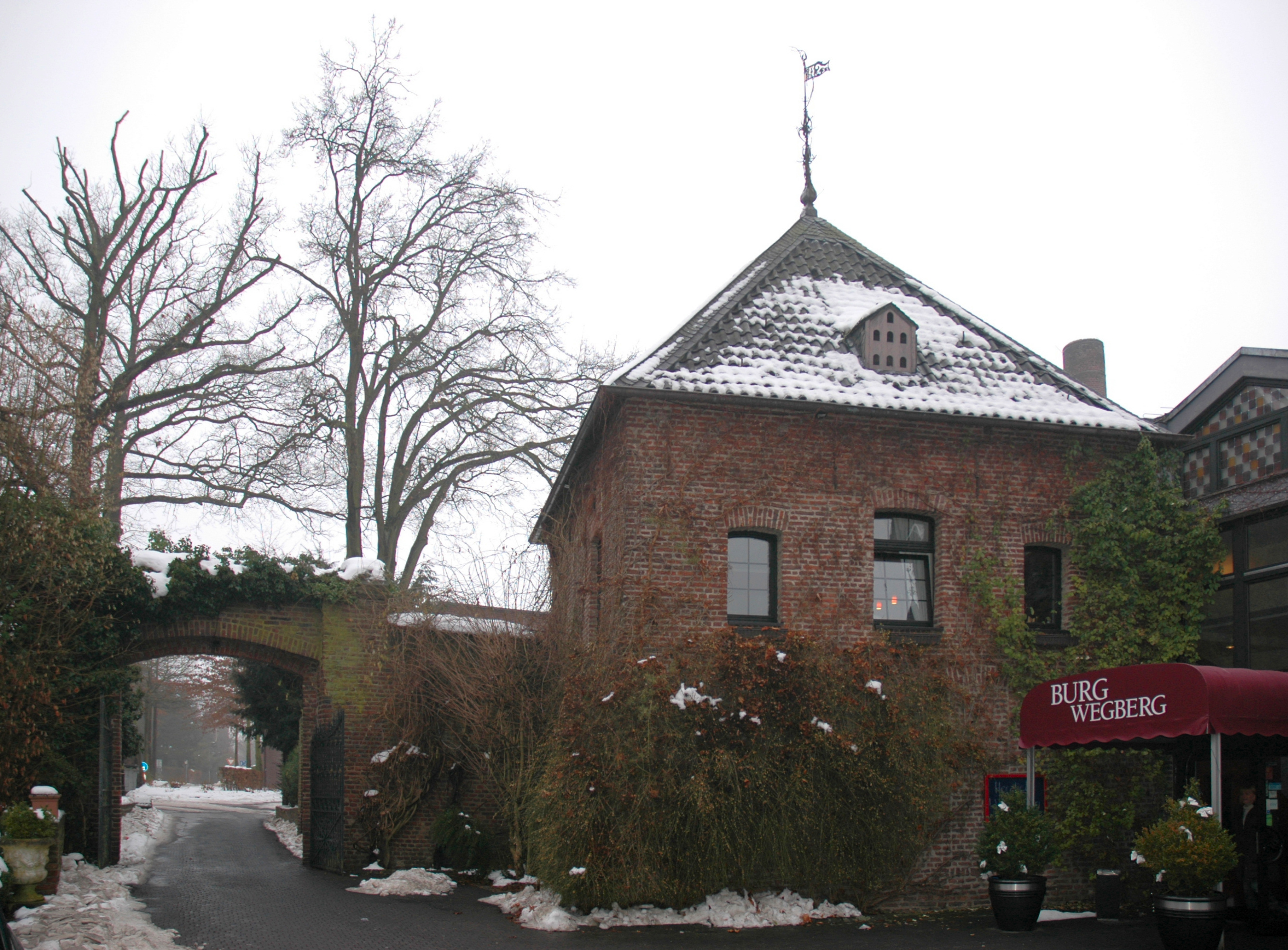
Torturm und Tor

Burg Wegberg ist eine wasserumwehrte Anlage, deren Wassergraben das Burgareal im Süden halbkreisförmig umschließt, während er im Norden eine regelmäßige U-Form einnimmt.
Zentrum der Burganlage ist das zweigeschossige Herrenhaus aus Backstein mit einem hohen Sockelgeschoss und neugotischen Schmuckelementen. In der Mitte seines Satteldachs befindet sich ein Dachreiter mit einer kleinen Glocke darin. Das Gebäude ist durch Fenster, deren Bänke aus Blaustein gefertigt sind, in neun Achsen gegliedert, wobei die mittlere Achse durch einen Risalit mit abschließendem kleinen Treppengiebel besonders betont ist. Zu dem mittig gelegenen Eingang führt eine doppelläufige Freitreppe hinauf.
Südwestlich des Herrenhauses steht ein quadratischer Ziegelturm mit zwei Geschossen und Pyramidendach. Er bewacht eine korbbogige Tordurchfahrt und stammt aus dem 16./17. Jahrhundert.

## Geschichte
Mit dem im Jahr 1343 urkundlich erwähnten Ritter Johann von Berck starb der letzte Spross einer Familie, deren Stammsitz eine Burg am Zusammenfluss des Fußbachs mit dem Beecker Bach war. Die von Gräften umgebene Anlage wurde deshalb im Mittelalter Burg Berck genannt. Johanns Tochter brachte sie an die Familie ihres Ehemanns, Sibodo von dem Bongar(d)t.
Sophia, Tochter von Sibert von dem Bongar(d)t zu Vlatten und Wegberg und seiner Frau Sophia von Wachtendonk, erbte die Burg Wegberg beim Tod ihres Vaters im Januar 1524. Durch ihre Heirat im Jahr 1547 mit Johann von Nesselrode zu Ehreshoven kam die Anlage an dessen Familie. Die Grafen von Nesselrode-Ehreshoven blieben bis 1869 in deren Besitz. In jenem Jahr verkauften sie die Burg mitsamt 600 Morgen Grundbesitz an einen Herrn Kaufmann-Asser aus Köln. Er parzellierte das Land und verkaufte die Burganlage wieder. Anschließend wurden ihre Gebäude fast vollständig abgerissen, um für den Neubau eines modernen Wohnhauses und eines Fabrikgebäudes Platz zu schaffen.
1961 erwarb die Gemeinde Wegberg den Wohngebäudekomplex, der zu gastronomischen Zwecken umgebaut und verpachtet wurde. Nach einem Brand 1972, bei dem das Herrenhaus teilweise ausbrannte, wurde das Gebäude wiederaufgebaut und durch moderne Anbauten ergänzt. 1995 ging das Anwesen von der Stadt Wegberg in Privatbesitz über und beherbergt heute ein Hotel-Restaurant.